# OPAC
Ein Online Public Access Catalogue (OPAC) ist ein online, heute meist über das Internet zugänglicher Bibliothekskatalog. Seit den 1980er-Jahren begann er, ältere Arten von Bibliothekskatalogen abzulösen. Heute verfügt fast jede Bibliothek über einen eigenen OPAC, der ihren Bestand an Publikationen verzeichnet und recherchierbar macht. Bearbeitet werden OPACs mit Integrierten Bibliothekssystemen.
Jeder OPAC verfügt über eine Datenbank, in der jede vorhandene Publikation der jeweiligen Bibliothek als digitales Katalogisat abgespeichert ist. Die Bibliothekare können den OPAC im sogenannten Online-Dienstkatalog bearbeiten; den Bibliotheksbenutzern steht nur eine andere Version, der Online-Benutzerkatalog zur Verfügung. Dieser lässt sich auf der Website der jeweiligen Bibliothek aufrufen, wo man eine Benutzeroberfläche vorfindet, über die man nach den Bestandteilen der Katalogisate (Autorenname, Erscheinungsjahr, Schlagwort etc.) suchen kann. Über die richtigen Suchbegriffe gelangt man zur gesuchten Publikation oder Gruppe von Publikationen.
In Bibliotheken, die noch nicht alle ihre Medien in ihren OPAC eingearbeitet haben, sind für diese Bestände weiterhin ältere Katalogarten in Gebrauch. Im Zuge der Kataloganreicherung werden den OPAC-Katalogisaten immer häufiger auch Volltexte angehängt.

## Geschichte
In den 1980er-Jahren begannen OPACs die damals gängige Art von Bibliothekskatalogen, die Zettelkataloge, zu verdrängen und sind heute die maßgebliche und mit Abstand am weitesten verbreitete Katalogart. Anfangs erfolgte der Zugang über Terminals in einem lokalen Netzwerk, mit der Verbreitung des Internets waren bereits seit Anfang der 1990er Jahre immer mehr Kataloge über dieses abrufbar. Anfänglich erfolgte der Internet-Zugriff häufig über ein Telnet-Interface oder spezielle Clients. Seit sich das WWW ab Mitte der 1990er Jahre etabliert hat, sind OPACs typischerweise über eigene, frei zugängliche Websites recherchierbar, ohne dass die jeweilige Bibliothek besucht werden muss. Metasuchmaschinen wie der Karlsruher Virtuelle Katalog und des (deutschen) Fernleihe-Verbundes ermöglichen die gleichzeitige Recherche in zahlreichen OPACs, während bibliografische Datenbanken wie WorldCat eine OPAC-Oberfläche bieten, die auf eine gemeinsame Datenbank vieler Bibliotheken zurückgreift.